# Francisco Pacheco (político peruano)
Francisco Pacheco fue un abogado y político peruano. 
Tras la victoria en la batalla de Ayacucho, el 26 de diciembre ingresó a la ciudad el nuevo prefecto del Cusco Agustín Gamarra quien fue recibido entre honores en la ciudad. Luego de ello, Gamarra estableció la conformación de la primera municipalidad republicana del Cusco. Este municipio estuvo conformado por Pablo Astete y Juan Tomás Moscoso como alcaldes, Vicente Peralta, Miguel Coraza, Pedro Astete, Diego Calvo, Francisco Artajona, Agustín Cosío y Alzamora, Francisco Pacheco, Ramón Dianderas, Pablo de la Mar y Tapia, Juan Egidio Garmendia, Felipe Loaiza, Manuel Orihuela, Isidro Echegaray, Francisco Tejada y Luis Arteaga como regidores, y Toribio de la Torre y José Maruri de la Cuba como síndicos procuradores.
Fue miembro del Congreso General Constituyente de 1827 por la provincia de Abancay. Dicho congreso constituyente fue el que elaboró la segunda constitución política del país. Fue también diputado en la Asamblea de Sicuani.